# Arquidiocese de São Domingos
A Arquidiocese de São Domingos (Archidiœcesis Sancti Dominici) é uma arquidiocese da Igreja Católica situada em São Domingos, na República Dominicana. É fruto da elevação da diocese de São Domingos, criada em 8 de agosto de 1511, como sufragânea da Arquidiocese de Sevilha. Acompanha seu título o de Primaz das Índias, conforme Bula papal do Papa Pio VII Divinis praeceptis de 28 de novembro de 1816 e ratificado pela Concordata entre a Santa Sé e a República Dominicana de 16 de junho de 1954. Seu atual arcebispo é Francisco Ozoria Acosta. Sua Sé é a Catedral de Santa María la Menor.
Possui 186 paróquias, contando com 95% da população jurisdicionada batizada, em 12 zonas pastorais.

## História
A mais antiga das dioceses sobreviventes da América, a Diocese de São Domingos foi criada em 8 de agosto de 1511, junto com a de San Juan (Diocese de Porto Rico), como sucessora das dioceses de Hyaguata, Magua e de Bayuna, as primeiras na América ao serem criadas em novembro de 1504 e suprimidas em 1511. A nova diocese era originalmente sufragânea da Arquidiocese de Sevilha, (Espanha), como as de Lima e Cidade do México. Sua jurisdição compreendia boa parte da porção ocidental das Antilhas e Caribe.
É elevada a Arquidiocese Metropolitana em 12 de fevereiro de 1546. Em 1848, com a perda das suas sufragâneas, deixa de ser metropolitana, situação revertida em 25 de setembro de 1953

## Prelados
|                     | Nome                                                 | Período    | Notas                                                          |
| Arcebispos          | Arcebispos                                           | Arcebispos | Arcebispos                                                     |
| ------------------- | ---------------------------------------------------- | ---------- | -------------------------------------------------------------- |
| 45                  | Francisco Ozoria Acosta                              | 2016-atual |                                                                |
| 44                  | Nicolás de Jesús Cardeal López Rodríguez             | 1981-2016  |                                                                |
| 43                  | Octavio Antonio Cardeal Beras Rojas †                | 1961-1981  |                                                                |
| 42                  | Ricardo Pittini Piussi, S.D.B. †                     | 1935-1961  |                                                                |
| 41                  | Adolfo Alejandro Nouel y Bobadilla †                 | 1906-1935  |                                                                |
| 40                  | Fernando Antonio Arturo de Meriño y Ramírez †        | 1885-1906  |                                                                |
| 39                  | Rocco Cocchia, O.F.M.Cap. †                          | 1874-1883  | como vigário apostólico, também delegado apostólico no país    |
| 38                  | Leopoldo Angelo Santanchè, O.F.M. †                  | 1871-1874  | Nomeado Arcebispo de Istambul                                  |
| 37                  | Bienvenido Monzón y Martín †                         | 1862-1866  | Nomeado Arcebispo de Granada                                   |
| 36                  | Antonio Cerezano Camarena †                          | 1860       |                                                                |
| 35                  | Tomás de Portes e Infante †                          | 1848-1858  |                                                                |
| 34                  | Pedro Valera y Jiménez †                             | 1814-1833  |                                                                |
| 33                  | Fernando del Portillo y Torres, O.P. †               | 1788-1798  | Nomeado Arcebispo de Bogotá                                    |
| 32                  | Isidro Rodríguez Lorenzo, O.S.B.M. †                 | 1767-1788  |                                                                |
| 31                  | Felipe Ruiz de Ausmendi †                            | 1757-1766  |                                                                |
| 30                  | José Moreno Guriel, O.SS.T. †                        | 1753-1755  |                                                                |
| 29                  | Ignácio Padilla Estrada, O.S.A. †                    | 1743-1753  | Nomeado Arcebispo de Yucatán                                   |
| 28                  | Domingo Pantaleón Álvarez de Abreu †                 | 1738-1743  | Nomeado Arcebispo de Puebla de los Ángeles                     |
| 27                  | Juan de Galabis, †                                   | 1729-1738  | Nomeado Arcebispo de Bogotá                                    |
| 26                  | Francisco Mendigaño Armendáriz †                     | 1726-1728  |                                                                |
| 25                  | Antonio Claudio Alvarez de Quiñones †                | 1717-1725  | Nomeado Arcebispo de Bogotá                                    |
| 24                  | Francisco del Rincón †                               | 1705-1714  | Nomeado Arcebispo de Caracas                                   |
| 23                  | Fernando de Carvajal y Ribera (o Rivera), O. de M. † | 1687-1700  |                                                                |
| 22                  | Domingo Fernández Navarrete, O.P. †                  | 1682-1686  |                                                                |
| 21                  | Juan de Escalante Turcios y Mendoza †                | 1673-1680  | Nomeado Arcebispo de Yucatán                                   |
| 20                  | Francisco de la Cueva Maldonado †                    | 1662-1667  |                                                                |
| 19                  | Francisco Pío Guadalupe Téllez †                     | 1648-1660  |                                                                |
| 18                  | Maestro Valderas, O. de M. †                         | 1647-1648  |                                                                |
| 17                  | Diego de Guevara y Estrada †                         | 1642       |                                                                |
| 16                  | Facundo (Fernando) de la Torre, O.S.B. †             | 1632-1640  |                                                                |
| 15                  | Bernardino de Almansa Carrión †                      | 1629-1631  | Nomeado Arcebispo de Bogotá                                    |
| 14                  | Fernando de Vera y Zúñiga, O.S.A. †                  | 1628-1629  | Nomeado Arcebispo de Cusco                                     |
| 13                  | Pedro de Oviedo Falconi, O. Cist. †                  | 1621-1628  | Nomeado Arcebispo de Quito                                     |
| 12                  | Pedro de Solier y Vargas, O.S.A. †                   | 1619-1620  |                                                                |
| 11                  | Diego de Contreras, O.S.A. †                         | 1612-1618  |                                                                |
| 10                  | Cristóbal Rodríguez Juárez (Suárez), O.P. †          | 1608-1612  | Nomeado Arcebispo de Arequipa                                  |
| 9                   | Domingo Valderrama y Centeno, O.P. †                 | 1606-1608  | Nomeado Arcebispo de La Paz                                    |
| 8                   | Agustín Dávila y Padilla, O.P. †                     | 1599-1604  |                                                                |
| 7                   | Nicolás de Ramos y Santos, O.F.M. †                  | 1592-1599  |                                                                |
| 6                   | Alfonso López de Ávila †                             | 1580-1591  | Nomeado Arcebispo de Bogotá                                    |
| 5                   | Francisco Andrés de Carvajal †                       | 1570-1577  |                                                                |
| 4                   | Juan de Arzolaras †                                  | 1566-1568  | Nomeado Bispo de Islas Canarias                                |
| 3                   | Juan de Salcedo †                                    | 1562       |                                                                |
| 2                   | Diego de Covarrubias y Leiva †                       | 1556-1560  | Nomeado Bispo de Ciudad Rodrigo                                |
| 1                   | Alfonso de Fuenmayor †                               | 1546-1554  |                                                                |
| Arcebispo-coadjutor |                                                      |            |                                                                |
|                     | Hugo Eduardo Polanco Brito                           | 1970-1975  | Nomeado Arcebispo de Nuestra Señora de la Altagracia en Higüey |
|                     | Octavio Antonio Beras Rojas                          | 1945-1961  |                                                                |
|                     | Adolfo Alejandro Nouel y Bobadilla                   | 1904-1906  |                                                                |
|                     | Elías Rodríguez Ortiz                                | 1857       |                                                                |
| Bispos              |                                                      |            |                                                                |
| 4                   | Alfonso de Fuenmayor †                               | 1538-1546  |                                                                |
| 3                   | Sebastián Ramírez de Fuenleal †                      | 1527-1538  | Nomeado Bispo de Tui-Vigo                                      |
| 2                   | Alejandro Geraldini (Gueraldini) †                   | 1516-1524  |                                                                |
| 1                   | Francisco Garcia de Padilla †                        | 1511-1515  |                                                                |
| Bispo-auxiliar      |                                                      |            |                                                                |
|                     | José Amable Durán Tineo                              | 2020-atual |                                                                |
|                     | Ramón Benito Ángeles Fernández                       | 2017-2024  | Bispo auxiliar emérito                                         |
|                     | Faustino Burgos Brisman,C.M.                         | 2017-2024  | Nomeado Bispo de Baní                                          |
|                     | Jesús Castro Marte                                   | 2017-2020  | Nomeado Bispo de Nuestra Señora de la Altagracia en Higüey     |
|                     | Victor Emilio Masalles Pere                          | 2010-2016  | Nomeado Bispo de Baní                                          |
|                     | Pablo Cedano Cedano                                  | 1996-2013  |                                                                |
|                     | Amâncio Escapa Aparicio, O.C.D.                      | 1996-2016  |                                                                |
|                     | Ramón Benito de La Rosa y Carpio                     | 1988-1995  | Nomeado Bispo de Nuestra Señora de la Altagracia en Higüey     |
|                     | Francisco José Arnáiz Zarandona, S.J.                | 1988-2002  |                                                                |
|                     | Príamo Péricles Tejeda Rosario                       | 1975-1986  | Nomeado Bispo de Baní                                          |
|                     | Juan Félix Pepén y Soliman                           | 1975-1995  |                                                                |
|                     | Felipe Antonio Gallego Gorgojo, S.J.                 | 1945-1951  |                                                                |